# Módulo Lunar Altair

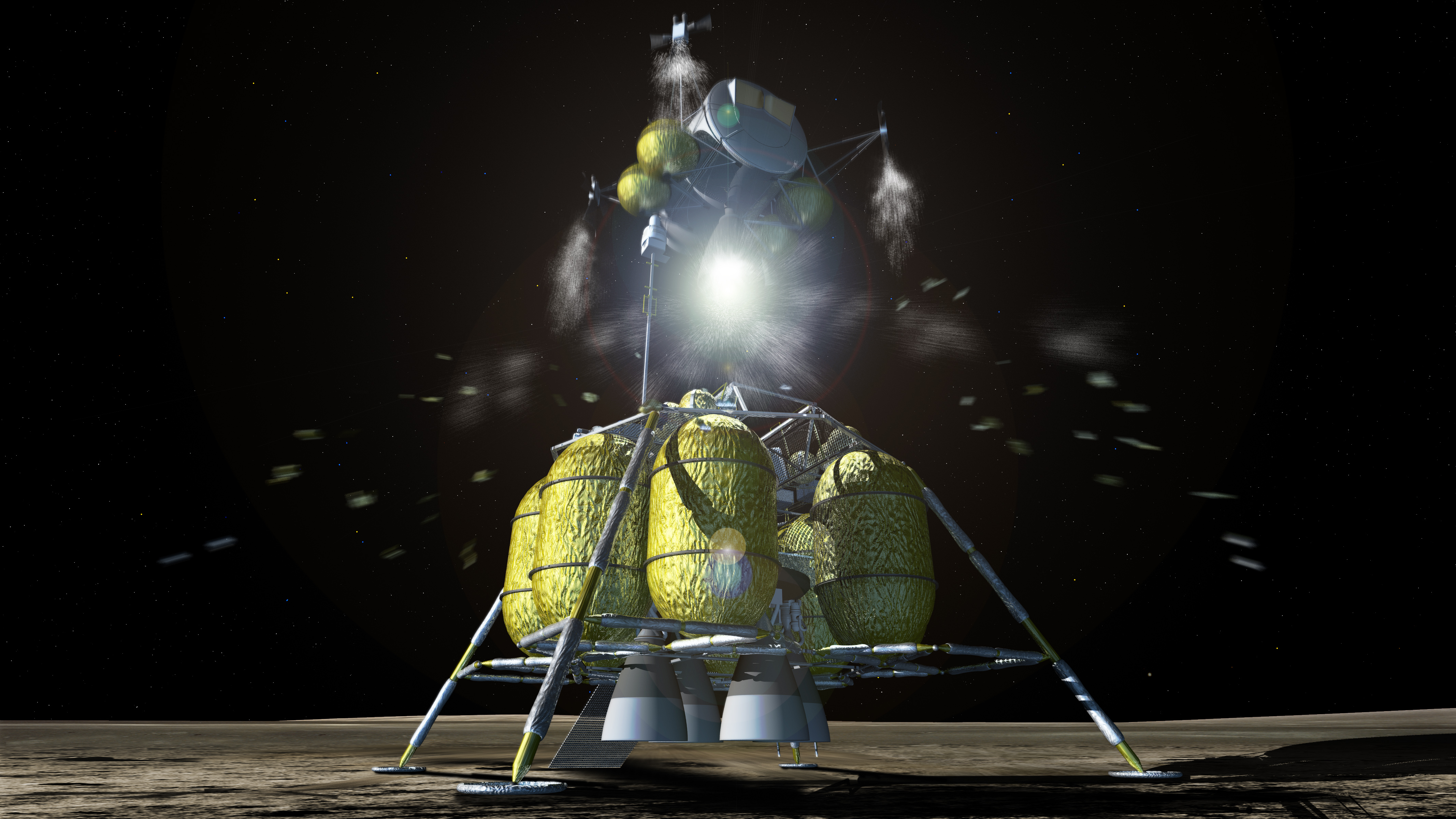
O Altair lança o estágio de ascensão para o encontro com o Orbitador Lunar Orion.

Altair foi um veículo espacial norte-americano desenvolvido para ser usado em futuros pousos na Lua em voos planejados a partir de 2020 e que fazia parte do Programa Constellation, da NASA.
Contudo, em 1º de fevereiro de 2010, a administração Obama apresentou a proposta de  orçamento para o ano de 2011, no qual desiste do programa Constellation. Cancelando os fundos para este programa e defendendo a participação da iniciativa privada na criação de naves espaciais para o transporte de astronautas para a órbita terrestre baixa.

## Descrição
O  Altair  seria similar a seu projeto irmão, Apollo. Porém, sendo um pouco maior. Consistiria em dois estágios: o de descida, que abrange a maior parte do combustível, e o de ascensão, que abrigaria os astronautas e o combustível para retorno a órbita lunar, onde se acoplaria a Orion. Como o módulo da Apollo, o módulo de ascensão é baseado em um cilindro, mas ao contrário de seu antepassado, que tinha capacidade para até dois astronautas, o módulo foi projetado para transportar uma tripulação composta por quatro membros.
O módulo teria duas portas, uma situada no alto, para embarcadouro e transferência interna entre o módulo lunar e o Orion, e outra para acessar a superfície lunar.